# 三好正堂
三好 正堂（みよし せいどう、1938年(昭和13年) - ）は、日本の医師。専門は神経内科、リハビリテーション科。

## 経歴
広島県生まれ。1964年、九州大学医学部卒。九州大学神経内科(黒岩義五郎教授）で5年間の研修、ニューヨーク大学リハビリテーション科（Howard A. Rusk）で3年間の留学。1974年九州労災病院、1975年九州厚生年金病院（現JCHO九州病院）リハビリテーション科部長を経て、1981年開業。リハビリテーション専門医として34年間で1万人以上の患者を改善させた実績を持つ。早期回復のための運動として、椅子を利用して立ったり座ったりするシンプルな「起立-着席運動」を提唱し、脳卒中急性期の片麻痺、大腿骨頚部骨折、肺炎など、多くの疾患で効果を上げている。また、書籍出版のほか、リハビリに関する論文も多数発表している。現在、医療法人 羅寿久会 浅木病院会長。日本神経学会専門医、日本リハビリテーション医学会専門医、日本内科学会認定医。

## 著書
- 『新版 間違いだらけのリハビリテーション 「起立-着席運動」のすすめ』 現代書林、2017、224頁。ISBN 978-4-7745-1660-8
- 『間違いだらけのリハビリテーション』 幻冬舎、2015、196頁。ISBN 978-4-344-97296-4
- 『図解 脳卒中 家庭でできる簡単リハビリ』 実業之日本社、2014、224頁。ISBN 978-4-408-11046-2
- 『改訂 脳卒中リハビリテーションの要諦』 現代書林、2012、216頁。ISBN 978-4-7745-1379-9
- 『「脳卒中リハビリテーション」の要諦』 悠飛社、2009、213頁。ISBN 978-4-86030-130-9

## 共編著
- 『臨床リハビリテーション 脳卒中Ⅰ 脳卒中のみかた』 共著、医歯薬出版、1990。

## 論文
- Reducing Length of Stay in Rehabilitation Hospital After Stroke by Refining the Rehabilitation Program, Rehabilitation Science, Vol.3, No.4, 2018, p.54-58, doi:10.11648/j.rs.20180304.11
- リハビリテーション･プログラムの工夫により、回復期リハビリテーション病棟における脳卒中の在院日数を45日に短縮,日本医療マネジメント学会雑誌 = The journal of the Japan Society for Health Care Management 18(3), 167-170, 2017-12.
- 三好正堂, 「大腿骨近位部骨折のリハビリテーションからみえる廃用症候群」『The Japanese Journal of Rehabilitation Medicine』 2016年 53巻 1号 p.17-26, doi:10.2490/jjrmc.53.17
- 三好正堂, 「大腿骨近位端骨折後のリハビリテーションで40分では十分回復しない」『The Japanese Journal of Rehabilitation Medicine』 2015年 52巻 6号 p.358-359, doi:10.2490/jjrmc.52.358
- 脳卒中の能力低下はここまで克服できる―発病後18カ月間歩行不能状態から, 500回の起立-着席訓練と関節拘縮の手術療法により歩行を回復した一例, JOURNAL OF CLINICAL REHABILITATION 23(4): 308-313, 2014.
- BrunnstromステージVIに回復しながら利き手交換を要した右片麻痺3例, The Japanese Journal of Rehabilitation Medicine 50(2): 138-138, 2013.
- 大腿骨頸部骨折の1例を通して, リハ医の役割を考える, The Japanese Journal of Rehabilitation Medicine 50(5): 377-378, 2013.
- 脳卒中後嚥下障害は起立-着席訓練で治療する (特集 誤嚥性肺炎の治療と再発予防のコツ) -- (攻めの姿勢で嚥下障害とたたかう! : 私の方法), Monthly book medical rehabilitation (160), 57-62, 2013-08
- 脳卒中後嚥下障害のリハビリテーション : 水飲みテストだけで評価し,起立訓練により改善, 総合リハビリテーション 40(7), 1021-1028, 2012-07
- 臨牀指針 パーキンソン病のリハビリテーション : 2年間歩行不能状態から自立になった1例を通して, 臨牀と研究 89(2), 249-251, 2012-02
- リハビリテーション治療を終えた脳卒中患者の再治療で77%がさらに改善--私が麻痺回復術を批判するわけ, 総合リハビリテ-ション 38(9), 897-902, 2010-09
- 肺炎治療に安静は必要か?--肺炎急性期から起立訓練を行った治療結果, 日本医事新報 (4444), 56-60, 2009-06-27
- 脳卒中回復期リハビリテーションの現状--在院日数の短縮で治療成績は悪化しなかった, 日本医事新報 (4357), 67-72, 2007-10-27
- 臨床医に必要な脳卒中早期リハビリテーション, リハビリテーション医学 : 日本リハビリテーション医学会誌 38(9), 744-746, 2001-09-18
- 時論 要介護認定に関する疑問と提案, 日本医事新報 (4010), 73-77, 2001-03-03
- 経験則を見直そう-臨床に役立つ予後予測の基本知識, 臨床リハ 10(4), 295-300, 2001
- 早期リハビリテ-ションをめぐる議論 (脳卒中の急性期治療<特集>), 総合リハビリテ-ション 23(12), p1045-1050, 1995-12
- 脳卒中リハビリテーションの効果, 日本医事新報 3611, 43-47, 1993
- 脳卒中の早期リハビリテーション-原理と方法-, 日本医事新報 3596, 45-49, 1993
- 三好正堂, 「プライマリーケアとリハビリテ-ション医学 (第34回日本リハビリテ-ション医学会医師卒後教育研修会--リハビリテ-ション医学総論-2-)」『リハビリテーション医学』 28(8), p635-637, 1991-08, NAID 110001860423
- 理学療法の有効性, 理学療法学 15(2), 77-89, 1988-03-10
- 早期のリハビリテ-ションから歩行まで (内科医に必要なリハビリテ-ションの実際<特集>) -- (脳血管障害), 診断と治療 74(12), p2478-2482, 1986-12
- 片麻痺に対する"いわゆるファシリテーション テクニック"批判, 総合リハ 14, 185-192, 1986
- 21. 実生活における片麻痺手の機能(脳卒中)(第18回日本リハビリテーション医学会総会), リハビリテーション医学 : 日本リハビリテーション医学会誌 18(4), 193, 1981-07-18
- 片麻痺患者の日常生活動作訓練 (内科医に必要なリハビリテ-ションの知識<特集>) -- (脳血管障害), 診断と治療 69(7), p1107-1111, 1981-07
- 多発性硬化症のリハビリテーション(第17回日本リハビリテーション医学会総会)(多発性硬化症のリハビリテーション), リハビリテーション医学 : 日本リハビリテーション医学会誌 18(1), 21-25, 1981-01-18
- I・1-18.大腿骨頸部骨折のリハビリテーション(関節リウマチ・関節)(第15回日本リハビリテーション医学会総会), リハビリテーション医学 : 日本リハビリテーション医学会誌 15(3), 174, 1978-08-18
- 老人疾患における早期リハビリテーションの重要性と諸問題 (<特集>早期リハの重要性と諸問題), 臨床理学療法 : 社団法人日本理学療法士協会機関紙 4(2), 23-27, 1978-05-20
- 大腿骨頚部骨析のリハビリテ-ション, 臨床整形外科 13(2), p188-191, 1978-02
- 多発性硬化症のリハビリテーション(難治進行性神経疾患のリハビリテーション)(第14回日本リハビリテーション医学会総会), リハビリテーション医学 : 日本リハビリテーション医学会誌 15(1), 10-12, 1978-01-18
- 大腿骨頚部骨折のリハビリテーション, 臨整外 13, 188-191, 1978
- 歩行障害 (新しい治療--ベッドサイドでここまで出来る<特集>), 治療 59(2), p251-255, 1977-02
- リハビリ診断学の重要性について : 追加発言 7(リハビリテーションの処方について-The Prescription in Rehabilitation Medicine.-第12回日本リハビリテーション医学会総会), リハビリテーション医学 : 日本リハビリテーション医学会誌 13(1), 7-8, 1976-01-18
- 77.多発性硬化症慢性患者の社会生活状態および理学療法(脊髄, 筋および神経疾患)(第12回日本リハビリテーション医学会総会), リハビリテーション医学 : 日本リハビリテーション医学会誌 12(4), 216, 1975-10-18
- 53. 片麻痺患者下肢にみられる末梢神経傷害(筋電図・その他)(第12回日本リハビリテーション医学会総会), リハビリテーション医学 : 日本リハビリテーション医学会誌 12(3), 177, 1975-08-18
- 外転神経麻痺および横断性脊髄傷害を主徴とした白血性細網肉腫症の1剖検例, 脳と神経 22(10), 1209-1217, 1970-10
- 進行性筋ジストロフィー症に類似した多発性筋炎の1例, 内科 26(3), 581-584, 1970-09
- 進行性筋ジストロフィー症に類似した多発性筋炎の三症例, 臨牀と研究 47(3), 740-745, 1970-03
- 筋線維に著明な空胞変性および桿状体(Rodlike body)をみとめた孤発性distal myopathyの1例,臨床神経学 10(3), 111-120, 1970-03
- 慢性多発性筋炎と進行性筋ジストロフィー症(肢帯型)との鑑別(臨床), 臨牀と研究 46(5), 1095-1101, 1969-05
- 慢性多発性筋炎と進行性筋ジストロフィー症(臨床), 臨牀と研究 46(5), 1095-1101, 1969-05
- 脳血管障害に対するシンナリジンの試用経験, 臨牀と研究 44(12), 2682-2684, 1967-12
- 慢性腎炎の経過中,肝硬変を続発したと思われる1剖検例, 内科 20(6), 1177-1182, 1967-12
- 重症パラチオン中毒症の一治験例, 臨牀と研究 44(8), 1756-1758, 1967-08
- 小児に発病した多発性硬化症の一例 本邦における小児多発性硬化症の文献的考察, 診断と治療 55(6), 1204-1208, 1967-06

## 翻訳
- Gerald G Hirschberg; Leon Lewis; Dorothy Thomas 『Rehabilitation: A Manual For The Care of the Disabled and Elderly』『脳卒中・片麻痺のリハビリテーション』, NPO法人日本アビリティーズ協会, 2016, 107頁
- Gerald G Hirschberg; Leon Lewis; Dorothy Thomas 『Rehabilitation: A Manual For The Care of the Disabled and Elderly』『リハビリテーション医学の実際―身体障害者と老人の治療技術』, NPO法人日本アビリティーズ協会, 1980, 551頁
- Arthur Eberstein 『臨床筋電図―神経筋疾患の電気診断法』真野行生共訳, 医歯薬出版, 1975